# 洛泰尔二世 (神圣罗马帝国)
洛泰爾二世或三世 （Lothar II/III，1075年—1137年12月3日），也被稱為敘普林根堡的洛泰爾。他是德意志的萨克森公爵（1106年起），也是罗马人民的国王（1125年—1137年在位）和神聖羅馬皇帝（1133年加冕）。他的王朝有时被称做敘普林根堡王朝(苏普林堡王朝)。
他参与了帝國诸侯反对皇帝亨利四世的叛乱（1088年），后又领导诸侯反对皇帝亨利五世（1112年—1115年）。1107年，他与诺特海姆的亨利伯爵和布伦瑞克的格特鲁德之女，即布伦尼德家族继承人的女儿丽琛莎结婚。
洛泰爾二世在亨利五世死后为诸侯所拥立。后在教皇霍诺留斯二世支持下当选。他于1132年出兵意大利，支持教皇英诺森二世反对敌对教皇克雷二世。后者随即为之加冕。1136年再入意大利，以抵制诺曼人。
一些苏联历史学家把这位皇帝列为洛泰尔三世。他们把洛林的洛泰尔二世也作为他的前任。